# César-Constantino-Francisco de Hoensbroeck
César-Constantino-Francisco de Hoensbroeck o Hoensbroech (nació el 28 de agosto de 1724 - murió el 3 de junio de 1792) fue un Príncipe-obispo de Lieja desde 1784 hasta su muerte en 1792.

## Biografía
Era hijo de Antonio Ulric de Hoensbroeck y de la condesa Anne de Nesselrode de Elneshoven. La familia de Hoensbroek provenía de la aldea de Hoensbroeck en la actual provincia neerlandesa de Limburgo. 
Estudió en Heidelberg y se convierte en el canónigo de la catedral de Aquisgrán antes de convertirse en un príncipe-obispo de Lieja hasta 1792. 
Durante su reinado, tratará de deshacer las reformas progresistas de su predecesor Francisco-Carlos de Velbrück, y restablecer todos los privilegios del clero y la nobleza. No aceptó las aspiraciones liberales del Tercer Estado y fue insensible a la miseria de su pueblo, lo que le hizo muy impopular. Los Liejanos le llamado el "tirano de Seraing," por el nombre de la zona donde se encuentra la residencia de verano de los príncipes-obispos. 

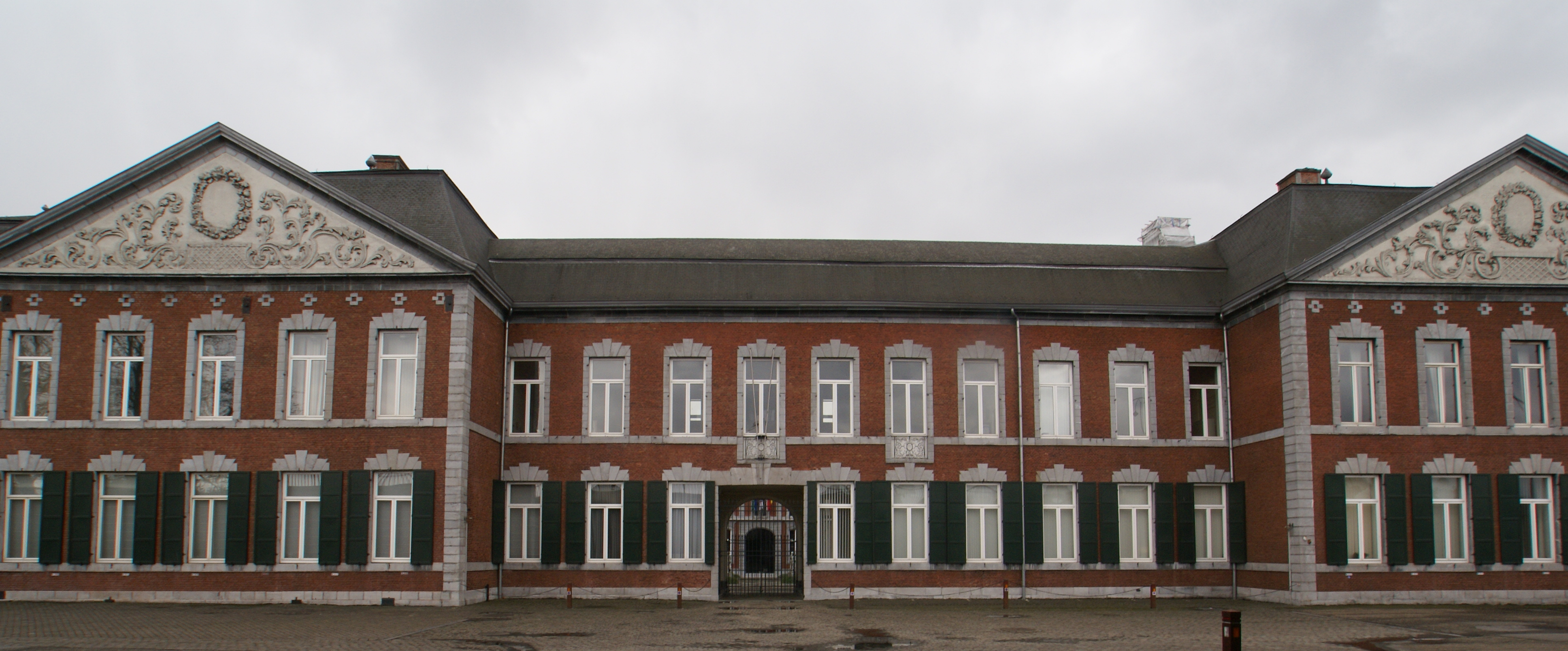
La residencia de verano de los príncipes-obispos en Seraing.

Su popularidad se reducirá continuamente hasta el punto en que la población se dirige a su residencia de Seraing para obligarle a aceptar reformas democráticas.
El 13 de septiembre de 1790, durante la Revolución de Lieja huyó a Alemania. Gracias a las tropas imperiales de Austria, regresó a la trono episcopal, 13 de febrero de 1791. 
Su sobrino, que no era mucho más sensibles a los cambios, Francisco Antonio María de Méan, le sucedió a su muerte, el 3 de junio de 1792.